# Grasshopper Club Zürich 2017-2018
Questa voce raccoglie le informazioni riguardanti il Grasshopper Club Zürich nelle competizioni ufficiali della stagione 2017-2018.

## Stagione
Nella stagione 2017-2018 il Grasshoppers, allenato da Carlos Bernegger, Murat Yakın, Mathias Walther e Thorsten Fink, concluse il campionato di Super League al 9º posto. In Coppa Svizzera il Grasshoppers fu eliminato in semifinale dal Zurigo.

## Rosa
| N. |                           | Ruolo | Calciatore           |
| -- | ------------------------- | ----- | -------------------- |
| 1  | Austria (bandiera)        | P     | Heinz Lindner        |
| 3  | Perù (bandiera)           | D     | Jean-Pierre Rhyner   |
| 5  | Serbia (bandiera)         | D     | Aleksandar Cvetković |
| 6  | Kosovo (bandiera)         | D     | Alban Pnishi         |
| 7  | Kosovo (bandiera)         | C     | Gjelbrim Tahipi      |
| 8  | Croazia (bandiera)        | C     | Marko Bašić          |
| 9  | Austria (bandiera)        | A     | Marco Djuričin       |
| 10 | Danimarca (bandiera)      | C     | Lucas Andersen       |
| 13 | Svezia (bandiera)         | D     | Emil Bergström       |
| 14 | Svizzera (bandiera)       | D     | Numa Lavanchy        |
| 15 | Costa d'Avorio (bandiera) | D     | Souleyman Doumbia    |
| 16 | Venezuela (bandiera)      | A     | Jeffrén              |
| 17 | Slovacchia (bandiera)     | C     | Michal Faško         |
| 18 | Serbia (bandiera)         | P     | Vaso Vasić           |

| N. |                                 | Ruolo | Calciatore      |
| -- | ------------------------------- | ----- | --------------- |
| 19 | Bosnia ed Erzegovina (bandiera) | A     | Kenan Kodro     |
| 20 | Australia (bandiera)            | D     | Trent Sainsbury |
| 22 | Svizzera (bandiera)             | D     | Cédric Zesiger  |
| 23 | Svizzera (bandiera)             | D     | Sadik Vitija    |
| 24 | Albania (bandiera)              | C     | Bujar Lika      |
| 25 | Svizzera (bandiera)             | A     | Nikola Sukacev  |
| 27 | Angola (bandiera)               | P     | João Ngongo     |
| 28 | Svizzera (bandiera)             | C     | Petar Pusic     |
| 30 | Albania (bandiera)              | C     | Nedim Bajrami   |
| 31 | Albania (bandiera)              | A     | Albion Avdijaj  |
| 33 | Svizzera (bandiera)             | C     | Giotto Morandi  |
| 34 | Svizzera (bandiera)             | D     | Allan Arigoni   |
| 35 | Svizzera (bandiera)             | D     | Serge Müller    |
|    | Iraq (bandiera)                 | A     | Sherko Karim    |

## Organigramma societario
Area tecnica
- Allenatore: Thorsten Fink
- Allenatore in seconda: Sebastian Hahn
- Preparatore dei portieri: Christoph Born
- Preparatori atletici:

## Calciomercato

### Sessione estiva
| Acquisti | Acquisti          | Acquisti              | Acquisti |
| R.       | Nome              | da                    | Modalità |
| -------- | ----------------- | --------------------- | -------- |
| A        | Nabil Bahoui      | Amburgo               |          |
| P        | João Ngongo       | Rapperswil-Jona       |          |
| A        | Albion Avdijaj    | Vaduz                 |          |
| A        | Marco Djuričin    | Ferencváros           |          |
| D        | Souleyman Doumbia | L.R. Vicenza          |          |
| C        | Michal Faško      | Ružomberok            |          |
| A        | Jeffrén           | Eupen                 |          |
| A        | Florian Kamberi   | Karlsruhe             |          |
| P        | Heinz Lindner     | Eintracht Francoforte |          |
| C        | Giotto Morandi    | Grasshoppers U18      |          |

| Cessioni | Cessioni         | Cessioni        | Cessioni |
| R.       | Nome             | a               | Modalità |
| -------- | ---------------- | --------------- | -------- |
| C        | Valon Fazliu     | Rapperswil-Jona |          |
| C        | Patrick Olsen    | Helsingør       |          |
| D        | Nemanja Antonov  | Partizan        |          |
| A        | Haris Tabaković  | Debrecen        |          |
| D        | Jan Bamert       | Sion            |          |
| A        | Sherko Karim     | Vaduz           |          |
| C        | Nikola Gjorgjev  | Twente          |          |
| C        | Roberto Alves    | Grasshoppers II |          |
| C        | Caio             | Maccabi Haifa   |          |
| P        | Gion Chande      | Basilea II      |          |
| A        | Moanes Dabour    | Salisburgo      |          |
| A        | Nicolas Hunziker | Thun            |          |
| P        | Joël Mall        | Darmstadt       |          |

### Sessione invernale
| Acquisti | Acquisti             | Acquisti       | Acquisti |
| R.       | Nome                 | da             | Modalità |
| -------- | -------------------- | -------------- | -------- |
| D        | Aleksandar Cvetković | Wohlen         |          |
| D        | Trent Sainsbury      | Jiangsu Suning |          |
| A        | Kenan Kodro          | Magonza        |          |
| A        | Sherko Karim         | Vaduz          |          |
| C        | Gjelbrim Tahipi      | San Gallo      |          |
| C        | Rifet Kapić          | Gorica         |          |
| C        | Bujar Lika           | Sciaffusa      |          |
| D        | Jean-Pierre Rhyner   | Sciaffusa      |          |

| Cessioni | Cessioni               | Cessioni        | Cessioni |
| R.       | Nome                   | a               | Modalità |
| -------- | ---------------------- | --------------- | -------- |
| D        | Milan Vilotić          | Grasshoppers II |          |
| A        | Nabil Bahoui           | AIK             |          |
| A        | Florian Kamberi        | Hibernian       |          |
| C        | Charles Pickel         | Sciaffusa       |          |
| D        | Arijan Qollaku         | Sciaffusa       |          |
| C        | Rúnar Már Sigurjónsson | San Gallo       |          |
| C        | Mërgim Brahimi         | Paniōnios       |          |
| A        | Ridge Munsy            | Erzgebirge Aue  |          |

## Risultati

### Super League

#### Prima fase, girone di andata
| Arbitro: | Jaccottet |

|  |           |                  |
|  | Marcatori | 23’, 82’ Dwamena |

| Arbitro: | Schnyder |

|  |           |                                                 |
|  | Marcatori | 15’, 74’ Fassnacht 64’ (aut.) Vilotić 72’ Nsame |

| Arbitro: | Tschudi |

|                       |           |                      |
| Jong 77’ Demhasaj 89’ | Marcatori | 7’ Munsy 67’ Jeffrén |

| Arbitro: | Hänni |

|                                                    |           |                          |
| Vilotić 29’ (aut.) van Wolfswinkel 43’, 60’ (rig.) | Marcatori | 70’ Andersen 77’ Vilotić |

| Arbitro: | Schnyder |

|                        |           |  |
| Andersen 55’ Munsy 79’ | Marcatori |  |

| Arbitro: | Jaccottet |

|               |           |                         |
| Margiotta 26’ | Marcatori | 74’ (rig.) Sigurjónsson |

| Arbitro: | Tschudi |

|                                             |           |                          |
| Andersen 19’ Bergström 42’ Sigurjónsson 55’ | Marcatori | 10’ Schneuwly 27’ Kasami |

| Arbitro: | San |

|                             |           |                         |
| Rapp 38’ Vilotić 83’ (aut.) | Marcatori | 30’ Bergström 74’ Bašić |

| Arbitro: | Tschudi |

|  |           |                                               |
|  | Marcatori | 38’ (rig.) Sigurjónsson 77’ Bajrami 80’ Pusic |

#### Prima fase, girone di ritorno
| Zurigo 30 settembre 2017, ore 19:00 CEST 10ª giornata | Grasshoppers | 0 – 0 referto | Basilea | Stadio Letzigrund (10 300 spett.)\| Arbitro: \| Bieri \| |
| Arbitro:                                              | Bieri        |               |         |                                                          |

| Arbitro: | San |

|              |           |             |
| Djuričin 66’ | Marcatori | 7’ Demhasaj |

| Arbitro: | Hänni |

|  |           |                                                          |
|  | Marcatori | 15’ Andersen 56’ Bajrami 59’ (rig.) Djuričin 88’ Zesiger |

| Arbitro: | Bieri |

|                                   |           |             |
| Aleksić 6’ Buess 85’ Barnetta 90’ | Marcatori | 43’ Jeffrén |

| Arbitro: | Tschudi |

|                              |           |  |
| Jeffrén 68’ Bašić 90’ (rig.) | Marcatori |  |

| Arbitro: | Fähndrich |

|                  |           |  |
| Avdijaj 74’, 85’ | Marcatori |  |

| Arbitro: | Klossner |

|                              |           |  |
| M'Boyo 5’, 90’ Schneuwly 61’ | Marcatori |  |

| Arbitro: | Fähndrich |

|  |           |             |
|  | Marcatori | 68’ Sulmoni |

| Arbitro: | Bieri |

|           |           |             |
| Mbabu 59’ | Marcatori | 35’ Sukacev |

#### Seconda fase, girone di andata
| Arbitro: | Klossner |

|  |           |                             |
|  | Marcatori | 25’ Elyounoussi 59’ Steffen |

| Arbitro: | Jaccottet |

|            |           |                                           |
| Adryan 46’ | Marcatori | 31’ Lavanchy 39’ Bajrami 78’ (rig.) Bašić |

| Arbitro: | Hänni |

|              |           |                         |
| Lavanchy 20’ | Marcatori | 80’ Jurić 83’ Schneuwly |

| Arbitro: | Erlachner |

|             |           |  |
| Mariani 45’ | Marcatori |  |

| Arbitro: | Schärer |

|             |           |  |
| Jeffrén 16’ | Marcatori |  |

| Zurigo 3 marzo 2018, ore 19:00 CET 24ª giornata | Grasshoppers | 0 – 0 referto | Losanna | Stadio Letzigrund (3 100 spett.)\| Arbitro: \| Tschudi \| |
| Arbitro:                                        | Tschudi      |               |         |                                                           |

| Arbitro: | Erlachner |

|                                      |           |           |
| Assalé 27’ Hoarau 67’ (rig.) Sow 79’ | Marcatori | 32’ Kodro |

| Arbitro: | Jaccottet |

|                              |           |            |
| Sigurjónsson 48’ Khalifa 82’ | Marcatori | 51’ Rhyner |

| Arbitro: | San |

|  |           |                          |
|  | Marcatori | 47’ Spielmann 85’ Karlen |

#### Seconda fase, girone di ritorno
| Arbitro: | Schnyder |

|             |           |           |
| Dwamena 27’ | Marcatori | 59’ Kodro |

| Arbitro: | San |

|                    |           |                             |
| Jeffrén 74’ (rig.) | Marcatori | 83’ Musavu-King 90’ Khalifa |

| Arbitro: | Erlachner |

|                 |           |  |
| Elyounoussi 74’ | Marcatori |  |

| Arbitro: | Hänni |

|                                  |           |                                                |
| Djuričin 25’ Kodro 48’, 61’, 88’ | Marcatori | 38’, 69’ (rig.) Carlinhos 87’ (aut.) Cvetković |

| Arbitro: | San |

|  |           |           |
|  | Marcatori | 81’ Kodro |

| Arbitro: | Klossner |

|                   |           |              |
| Hunziker 73’, 77’ | Marcatori | 49’ Djuričin |

| Arbitro: | Bieri |

|  |           |                      |
|  | Marcatori | 38’ Cunha 62’ Adryan |

| Arbitro: | Jaccottet |

|               |           |              |
| Rodríguez 67’ | Marcatori | 56’ Djuričin |

| Arbitro: | Schärer |

|           |           |                         |
| Kodro 62’ | Marcatori | 80’ Nsame 90’ Fassnacht |

### Coppa Svizzera
| Arbitro: | Horisberger |

|  |           |                                                                                         |
|  | Marcatori | 20’, 42’, 45’ Fazliu 27’, 29’ Faško 49’ (rig.) Bahoui 54’ Avdijaj 59’, 61’, 63’ Kamberi |

| Arbitro: | Amhof |

|  |           |                                                      |
|  | Marcatori | 35’ Fazliu 58’ (rig.), 82’, 90’ Djuričin 84’ Jeffrén |

| Arbitro: | Klossner |

|  |           |              |
|  | Marcatori | 66’ Djuričin |

| Arbitro: | Bieri |

|                                  |                      |                                  |
| Sabbatini Mariani Čulina Ledesma | Tiri di rigore 1 – 3 | Bašić Vilotić Andersen Bergström |

| Arbitro: | San |

|                       |           |              |
| Rüegg 22’ Brunner 90’ | Marcatori | 11’ Lavanchy |

## Statistiche

### Statistiche di squadra
| Competizione   | Punti | In casa | In casa | In casa | In casa | In casa | In casa | In trasferta | In trasferta | In trasferta | In trasferta | In trasferta | In trasferta | Totale | Totale | Totale | Totale | Totale | Totale | DR  |
| Competizione   | Punti | G       | V       | N       | P       | Gf      | Gs      | G            | V            | N            | P            | Gf           | Gs           | G      | V      | N      | P      | Gf     | Gs     | DR  |
| -------------- | ----- | ------- | ------- | ------- | ------- | ------- | ------- | ------------ | ------------ | ------------ | ------------ | ------------ | ------------ | ------ | ------ | ------ | ------ | ------ | ------ | --- |
| Super League   | 39    | 18      | 6       | 3       | 9       | 18      | 25      | 18           | 4            | 6            | 8            | 25           | 27           | 36     | 10     | 9      | 17     | 43     | 52     | -9  |
| Coppa Svizzera | -     | 0       | 0       | 0       | 0       | 0       | 0       | 5            | 3            | 1            | 1            | 17           | 2            | 5      | 3      | 1      | 1      | 17     | 2      | +15 |
| Totale         | 39    | 18      | 6       | 3       | 9       | 18      | 25      | 23           | 7            | 7            | 9            | 42           | 29           | 41     | 13     | 10     | 18     | 60     | 54     | +6  |

### Andamento in campionato
| Giornata  | 1 | 2  | 3 | 4  | 5 | 6 | 7 | 8 | 9 | 10 | 11 | 12 | 13 | 14 | 15 | 16 | 17 | 18 | 19 | 20 | 21 | 22 | 23 | 24 | 25 | 26 | 27 | 28 | 29 | 30 | 31 | 32 | 33 | 34 | 35 | 36 |
| --------- | - | -- | - | -- | - | - | - | - | - | -- | -- | -- | -- | -- | -- | -- | -- | -- | -- | -- | -- | -- | -- | -- | -- | -- | -- | -- | -- | -- | -- | -- | -- | -- | -- | -- |
| Luogo     | C | C  | T | T  | C | T | C | T | T | C  | C  | T  | T  | C  | C  | T  | C  | T  | C  | T  | C  | T  | C  | C  | T  | T  | C  | T  | C  | T  | C  | T  | T  | C  | T  | C  |
| Risultato | P | P  | N | P  | V | N | V | N | V | N  | N  | V  | P  | V  | V  | P  | P  | N  | P  | V  | P  | P  | V  | N  | P  | P  | P  | N  | P  | P  | V  | V  | P  | P  | N  | P  |
| Posizione | 9 | 10 | 9 | 10 | 9 | 9 | 8 | 7 | 5 | 5  | 5  | 5  | 5  | 5  | 3  | 5  | 5  | 4  | 6  | 4  | 5  | 6  | 6  | 5  | 6  | 6  | 6  | 6  | 6  | 8  | 7  | 6  | 7  | 8  | 9  | 9  |

Legenda:

Luogo: C = Casa; T = Trasferta. Risultato: V = Vittoria; N = Pareggio; P = Sconfitta.

### Statistiche dei giocatori
| Giocatore       | Super League | Super League | Super League | Super League | Coppa Svizzera | Coppa Svizzera | Coppa Svizzera | Coppa Svizzera | Totale   | Totale | Totale      | Totale     |
| Giocatore       | Presenze     | Reti         | Ammonizioni  | Espulsioni   | Presenze       | Reti           | Ammonizioni    | Espulsioni     | Presenze | Reti   | Ammonizioni | Espulsioni |
| --------------- | ------------ | ------------ | ------------ | ------------ | -------------- | -------------- | -------------- | -------------- | -------- | ------ | ----------- | ---------- |
| L. Andersen     | 32           | 4            | 1            | 0            | 3              | 0              | 0              | 0              | 35       | 4      | 1           | 0          |
| N. Antonov      | 1            | 0            | 0            | 0            | 0              | 0              | 0              | 0              | 1        | 0      | 0           | 0          |
| A. Arigoni      | 1            | 0            | 0            | 0            | 0              | 0              | 0              | 0              | 1        | 0      | 0           | 0          |
| A. Avdijaj      | 10           | 2            | 0            | 0            | 3              | 1              | 1              | 0              | 13       | 3      | 1           | 0          |
| N. Bahoui       | 12           | 0            | 2            | 0            | 3              | 1              | 1              | 0              | 15       | 1      | 3           | 0          |
| N. Bajrami      | 29           | 3            | 0            | 0            | 4              | 0              | 0              | 0              | 33       | 3      | 0           | 0          |
| J. Bamert       | 0            | 0            | 0            | 0            | 0              | 0              | 0              | 0              | 0        | 0      | 0           | 0          |
| M. Bašić        | 20           | 3            | 6            | 0            | 4              | 0              | 0              | 0              | 24       | 3      | 6           | 0          |
| E. Bergström    | 35           | 2            | 6            | 0            | 5              | 0              | 0              | 0              | 40       | 2      | 6           | 0          |
| M. Brahimi      | 2            | 0            | 0            | 0            | 2              | 0              | 0              | 0              | 4        | 0      | 0           | 0          |
| A. Cvetković    | 5            | 0            | 0            | 0            | 0              | 0              | 0              | 0              | 5        | 0      | 0           | 0          |
| M. Djuričin     | 23           | 5            | 9            | 0            | 3              | 4              | 1              | 0              | 26       | 9      | 10          | 0          |
| S. Doumbia      | 32           | 0            | 7            | 0            | 4              | 0              | 1              | 0              | 36       | 0      | 8           | 0          |
| V. Fazliu       | 3            | 0            | 0            | 0            | 2              | 4              | 0              | 0              | 5        | 4      | 0           | 0          |
| M. Faško        | 11           | 0            | 1            | 0            | 2              | 2              | 0              | 0              | 13       | 2      | 1           | 0          |
| J. Jeffrén      | 32           | 5            | 1            | 0            | 4              | 1              | 1              | 0              | 36       | 6      | 2           | 0          |
| F. Kamberi      | 0            | 0            | 0            | 0            | 1              | 3              | 0              | 0              | 1        | 3      | 0           | 0          |
| R. Kapić        | 9            | 0            | 0            | 0            | 1              | 0              | 0              | 0              | 10       | 0      | 0           | 0          |
| S. Karim        | 0            | 0            | 0            | 0            | 0              | 0              | 0              | 0              | 0        | 0      | 0           | 0          |
| K. Kodro        | 14           | 7            | 2            | 0            | 1              | 0              | 0              | 0              | 15       | 7      | 2           | 0          |
| N. Lavanchy     | 27           | 2            | 1            | 1            | 3              | 1              | 0              | 0              | 30       | 3      | 1           | 1          |
| B. Lika         | 13           | 0            | 2            | 0            | 1              | 0              | 0              | 0              | 14       | 0      | 2           | 0          |
| H. Lindner      | 36           | 0            | 3            | 0            | 4              | 0              | 0              | 0              | 40       | 0      | 3           | 0          |
| G. Morandi      | 0            | 0            | 0            | 0            | 0              | 0              | 0              | 0              | 0        | 0      | 0           | 0          |
| R. Munsy        | 9            | 2            | 0            | 0            | 0              | 0              | 0              | 0              | 9        | 2      | 0           | 0          |
| S. Müller       | 0            | 0            | 0            | 0            | 0              | 0              | 0              | 0              | 0        | 0      | 0           | 0          |
| J. Ngongo       | 0            | 0            | 0            | 0            | 0              | 0              | 0              | 0              | 0        | 0      | 0           | 0          |
| C. Pickel       | 7            | 0            | 1            | 1            | 2              | 0              | 0              | 0              | 9        | 0      | 1           | 1          |
| A. Pnishi       | 7            | 0            | 1            | 0            | 1              | 0              | 0              | 0              | 8        | 0      | 1           | 0          |
| P. Pusic        | 27           | 1            | 4            | 0            | 4              | 0              | 0              | 0              | 31       | 1      | 4           | 0          |
| A. Qollaku      | 4            | 0            | 1            | 0            | 2              | 0              | 0              | 0              | 6        | 0      | 1           | 0          |
| J. Rhyner       | 14           | 1            | 3            | 0            | 1              | 0              | 0              | 0              | 15       | 1      | 3           | 0          |
| T. Sainsbury    | 9            | 0            | 4            | 0            | 0              | 0              | 0              | 0              | 9        | 0      | 4           | 0          |
| R. Sigurjónsson | 12           | 3            | 2            | 0            | 0              | 0              | 0              | 0              | 12       | 3      | 2           | 0          |
| N. Sukacev      | 7            | 1            | 0            | 0            | 0              | 0              | 0              | 0              | 7        | 1      | 0           | 0          |
| G. Tahipi       | 15           | 0            | 3            | 1            | 1              | 0              | 0              | 0              | 16       | 0      | 3           | 1          |
| V. Vasić        | 1            | 0            | 0            | 0            | 1              | 0              | 0              | 0              | 2        | 0      | 0           | 0          |
| M. Vilotić      | 21           | 1            | 7            | 0            | 5              | 0              | 0              | 0              | 26       | 1      | 7           | 0          |
| S. Vitija       | 2            | 0            | 0            | 0            | 0              | 0              | 0              | 0              | 2        | 0      | 0           | 0          |
| C. Zesiger      | 18           | 1            | 7            | 0            | 3              | 0              | 0              | 0              | 21       | 1      | 7           | 0          |